# Super ShowDown (2019)
Ne doit pas être confondu avec WWE Super Show-Down.
L'édition 2019 de Super ShowDown est une manifestation de catch (lutte professionnelle) produite par la World Wrestling Entertainment (WWE), une fédération de catch (lutte professionnelle) américaine, qui est diffusée sur le WWE Network et la chaine française AB1 et belge ABXplore. L'événement s'est déroulé le 7 juin 2019 au King Abdullah Sports City à Djeddah en Arabie Saoudite.

## Contexte
Les spectacles de la World Wrestling Entertainment (WWE) sont constitués de matchs aux résultats prédéterminés par les scénaristes de la WWE. Ces rencontres sont justifiées par des storylines – une rivalité avec un catcheur, la plupart du temps – ou par des qualifications survenues dans les shows de la WWE tels que RAW, SmackDown, Main Event, NXT, 205 Live. Tous les catcheurs possèdent un gimmick, c'est-à-dire qu'ils incarnent un personnage gentil (face) ou méchant (heel), qui évolue au fil des rencontres,.

## Tableau des matchs
| Ordre par numéros                                                                         | Résultat                                                                                         | Stipulation(s)                                         | Temps |
| ----------------------------------------------------------------------------------------- | ------------------------------------------------------------------------------------------------ | ------------------------------------------------------ | ----- |
| 1                                                                                         | The Usos (Jimmy et Jey Uso) battent The Revival (Dash Wilder et Scott Dawson)                    | Tag Team Match                                         | 7:15  |
| 2                                                                                         | Seth Rollins (c) bat Baron Corbin                                                                | Match simple pour le WWE Universal Championship        | 11:15 |
| 3                                                                                         | Finn Bálor (c) bat Andrade                                                                       | Match simple pour le WWE Intercontinental Championship | 11:35 |
| 4                                                                                         | Shane McMahon (avec Drew McIntyre) bat Roman Reigns                                              | Match simple                                           | 9:15  |
| 5                                                                                         | Lars Sullivan bat Lucha House Party (Kalisto, Gran Metalik et Lince Dorado) par disqualification | 3-on-1 Handicap match                                  | 5:15  |
| 6                                                                                         | Randy Orton bat Triple H                                                                         | Match simple                                           | 25:45 |
| 7                                                                                         | Braun Strowman bat Bobby Lashley                                                                 | Match simple                                           | 8:20  |
| 8                                                                                         | Kofi Kingston (c) bat Dolph Ziggler                                                              | Match simple pour le WWE Championship                  | 10:15 |
| 9                                                                                         | Mansoor remporte la Battle Royale à 51 en éliminant en dernier Elias                             | Bataille royale                                        | 17:53 |
| 10                                                                                        | The Undertaker bat Goldberg                                                                      | Match simple                                           | 9:35  |
| La lettre C placée entre parenthèses désigne la personne ou l’équipe championne en titre. |                                                                                                  |                                                        |       |